# Richard Haag
Richard Haag (* 7. Oktober 1909 in Geiersthal; † nach 1950) war ein deutscher Politiker (LDP(D)). Er war von 1946 bis 1950 Landtagsabgeordneter in Sachsen-Anhalt. Im März 1950 floh er nach Westdeutschland.

## Leben
Haag war nach einer Kaufmannslehre als Buchhalter tätig. Von 1943 bis 1945 nahm er am Zweiten Weltkrieg teil und geriet in sowjetische Kriegsgefangenschaft. Nach seiner Entlassung trat er der LDP bei und wurde Leiter des Finanzamts in Ballenstedt. Im Oktober 1946 trat er bei der  Landtagswahl in der Provinz Sachsen an, er erhielt jedoch erst im Januar 1947 als Nachrücker für Hermann Bruckhoff ein Mandat. Im März 1950 wurde er aus seiner Partei ausgeschlossen, nachdem er in einem Zeitungsartikel die Endgültigkeit der Oder-Neiße-Grenze angezweifelt hatte. Kurz darauf legte Haag sein Landtagsmandat nieder und siedelte nach Köln über.